# Resident Evil: Dead Aim
Resident Evil: Dead Aim, Gun Survivor 4 Biohazard Heroes Never Die (яп. ガンサバイバー4 バイオハザード ヒーローズ・ネバー・ダイ Ган Сабаиба: Фо: Баио Хадза:до Хи:ро:дзу Нэба: Даи) — третья по счёту видеоигра из серии Gun Survivor, видеоигр для светового пистолета компании Capcom. Кроме того, это — первая игра в серии игр Resident Evil, в которой совмещены жанры шутер от первого лица и привычный для серии жанр 3D-шутер. Игру разработала студия Cavia для игровой приставки PlayStation 2.

## Сюжет
Среднезападный американский город Раккун-сити был уничтожен после того, как в июле 1998 года из секретной лаборатории корпорации Umbrella, расположенной в Арклейских горах произошла утечка смертельного Т-вируса. В результате чрезвычайного происшествия правительство США было вынуждено применить ядерное оружие, чтобы стереть с лица земли город, население которого в ходе заражения погибло, превратившись в зомби. Несмотря на собранные доказательства, корпорация Umbrella отказалась признавать свою вину в утечке вируса, равно как и сам факт разработки смертельного биологического оружия. Свои исследования корпорация продолжила в секретной лаборатории в Европе. После того, как достаточно большое количество недавно изобретённого «G-вируса» было похищено бывшим сотрудником корпорации, власти США отправили в научно-исследовательский центр корпорации, расположенный в Париже, специального агента Брюса МакГиверна. Перед ним поставили задачу захватить образец вируса и предотвратить угрозу распространения.
Действия игры начинаются в сентябре 2002 года, где-то в Атлантическом океане, на борту принадлежащего корпорации роскошного океанского лайнера «Spencer Rain». Команда корабля заражена Т-вирусом, похищенным бывшим сотрудником корпорации Морфеусом Дюваллем. Игрок управляет Брюсом МакГиверном, специальным правительственным агентом из военной группировки армии США, имеющей цель расследовать и предупредить незаконную деятельность корпорации Umbrella.
В игре присутствует ещё один важный персонаж: Фон Лин, агент государственной безопасности КНР. Лин приказано проникнуть на угнанное судно, уничтожить Дювалля и похитить образец G-вируса. Несмотря на враждебное отношение к сопернику в лице Брюса, Лин приходится использовать боевой опыт Брюса, чтобы выжить в непростой ситуации.

## Персонажи
- Брюс МакГиверн — Член U.S. Stratcom, МакГиверн довольно наглый и самоуверенный тип. Его основное правило «сперва стрелять, потом задавать вопросы», пренебрегая возможными негативными последствиями от его действий. Из-за своего характера он нередко оказывается во всяких неприятностях, однако, он умеет из них выбираться.
- Фон Лин — агент китайской разведки, служит в китайском министерстве государственной безопасности. Известна своей беспринципностью и холодным, жестким характером. Узнав о том, что её брат занимается антиправительственной деятельностью, Лин арестовала брата. Сразу после ареста он был казнён. Фон никогда не задаёт лишних вопросов своему руководству; оставаясь полностью лояльной, она не останавливается на пути к поставленной задаче.
- Морфеус Д. Дювалль — бывший сотрудник корпорации Umbrella. Работал в подразделении, расположенном в Арклейских горах, разрабатывая образцы биологического оружия. После трагических событий 1998 года, корпорация сделала его козлом отпущения, «повесив» на него уничтожение научно-исследовательского центра и гибель элитного полицейского подразделения Раккун-сити — S.T.A.R.S. Морфеус, разозлённый и жаждущий мести, становится психически неуравновешенным и, с группой коллег, похищает образцы вирусов и угоняет лайнер «Spencer Rain.» Обезумевший и беспощадный, Дювалль заражает вирусом весь экипаж корабля, включая тех, кто ему помогал. Он буквально помешан на красоте и грации; его безумная мечта заключается в том, чтобы построить мир, полный элегантности и великолепия, предварительно уничтожив существующий холодный и уродливый мир. Веря в свою исключительность, страдая нарциссизмом, Морфеус представляет себя эталоном совершенной красоты, предварительно сделав несколько пластических операций, чтобы сделать себя моложе. Будучи серьёзно раненым Лин, Морфеус делает себе инъекцию вируса T-G (результат скрещивания T и G вирусов).

## Игровой процесс
Dead Aim использует вид от третьего лица когда персонаж передвигается, и переключается на вид от первого лица, когда персонаж целится и стреляет. Эта игра — одна из немногих в серии, где персонаж может целиться и стрелять непосредственно во время ходьбы.

## Оценки
| Сводный рейтинг | Сводный рейтинг |
| Агрегатор       | Оценка          |
| --------------- | --------------- |
| GameRankings    | 66,74 %         |

Dead Aim получил смешанные оценки. GameSpot выставил 6.4 балла, заявив, что «Это далеко не лучшая игра из серии Resident Evil, и не такая и выдающаяся игра для светового пистолета, однако Dead Aim создаёт интересный, уникальный гибрид, и это его достойная похвалы черта». IGN поставил 6.9 баллов, похвалив игру как лучшую из серии Gun Survivor, с превосходной графикой, но раскритиковал за бездарные диалоги и неоригинальность завязки сюжета. X-Play поставил игре 4 из 5.